# 阿拉套棘豆
阿拉套棘豆（学名：Oxytropis pseudofrigida）为豆科棘豆属下的一个种。